# نوتک
نوتک (به انگلیسی: Notak) یک شهرک در پاکستان است که در پنجاب واقع شده‌است.